# Exaltado
Exaltado é o segundo álbum ao vivo da banda mineira Diante do Trono, gravado em fevereiro de 1999, na Igreja Batista da Lagoinha, na cidade de Belo Horizonte, Minas Gerais e lançado no mesmo mês da gravação. O disco traz várias canções, dentre cânticos espirituais, que são ministrações cantadas.
A repercussão gerada pelo primeiro trabalho estimulou a gravação do segundo CD, dessa vez com mais composições do grupo e apenas uma versão internacional. Em fevereiro de 1999, na Igreja Batista da Lagoinha, mais de 7.000 pessoas se reuniram novamente. A gravação do CD Exaltado contou com a presença de pessoas de outras regiões, e não apenas membros da própria Lagoinha. O estilo do Diante do Trono se consolidou junto às viagens a vários estados brasileiros e outros países.
Em 2018, foi eleito o 14º melhor álbum da década de 1990, de acordo com lista publicada pelo portal Super Gospel.
Vendas
O CD vendeu mais de 500.000 cópias, recebendo a certificação de Disco de Platina Duplo. O DVD vendeu mais de 25.000 cópias, sendo certificado como Disco de Ouro.

## Antecedentes
No ano anterior à gravação do Exaltado, a banda mineira lançou o álbum Diante do Trono, gravado na IBL, em Belo Horizonte.
Com a repercussão positiva do grupo e com o êxito comercial do primeiro trabalho foi estimulado a gravação do segundo trabalho e assim o grupo decidiu continuar.

## Gravação
No dia 13 de fevereiro de 1999 na Lagoinha, mais de 7.000 pessoas se reuniram novamente. Ao invés de apenas integrantes da própria igreja, a gravação do CD Exaltado contou com pessoas de outras regiões e o estilo do Diante do Trono se consolidou junto às viagens a vários estados brasileiros e outros países que ali se iniciaram.

## Repertório
| Críticas profissionais | Críticas profissionais |
| Avaliações da crítica  | Avaliações da crítica  |
| Fonte                  | Avaliação              |
| ---------------------- | ---------------------- |
| Super Gospel           | (favorável)            |
| O Propagador           | [ 1 ]                  |

Diferentemente do Diante do Trono, o álbum Exaltado contém a maioria das músicas sob autoria da Ana Paula Valadão (como "Quero ser" e "Exaltado", que dá nome ao trabalho), uma em parceria entre Ana Paula e André Valadão ("Amigo fiel"), uma versionada por Ana ("A Ele a glória" [de autoria de Kevin Jonas]) e três cânticos espirituais (dois no CD e três no DVD e VHS), que são ministrações cantadas.
Última música do trabalho (música versionada por Ana Paula Valadão e de autoria de Kevin Jonas), "A Ele a glória" é solada em português por Ana; em kikongo (dialeto de Angola), pelo casal Lysoka e Fernando Ngury; em holandês, feita por Johanneke e Michele Lukasse; e em inglês, feita por Sheyla Shore.
A faixa-título foi regravada posteriormente no álbum comemorativo Tempo de festa e também integra o álbum Tu reinas, além de ter sido traduzida e gravada em finlandês para o álbum Läpimurto. A faixa "Vem" faz parte do comemorativo Com intensidade. A faixa "Em Cristo Jesus" foi regravada posteriormente para o álbum infantil Para adorar o Senhor (CD ao vivo de Crianças Diante do Trono). A faixa "Este é o dia" foi regravada em estilo country no álbum Aleluia. As faixas "Quero ser" e "Amigo fiel" integram o álbum Brasil Diante do Trono 1 e Sem palavras (álbum instrumental). Além disso, "Amigo fiel" integra também os álbuns Para adorar o Senhor (CD ao vivo de Crianças Diante do Trono), Renovo e Läpimurto (essa versão em finlândes), além de ter sido traduzida para o alemão

## Faixas
| N.º | Título                                                    | Compositor(es)                            | Vocais                                                                                 | Duração |  |
| 1.  | "Vem" (CD, DVD e VHS)                                     | Ana Paula Valadão                         | Ana Paula Valadão                                                                      | 5:40    |  |
| 2.  | "Em Cristo Jesus" (CD, DVD e VHS)                         | Ana Paula Valadão                         | Ana Paula Valadão                                                                      | 5:20    |  |
| 3.  | "Este é o dia" (CD, DVD e VHS)                            | Ana Paula Valadão                         | Ana Paula Valadão e algumas crianças                                                   | 3:19    |  |
| 4.  | "Pra sempre" (CD, DVD e VHS)                              | Ana Paula Valadão                         | Helena Tannure                                                                         | 1:53    |  |
| 5.  | "Já não há" (CD, DVD e VHS)                               | Ana Paula Valadão                         | João Lúcio Tannure                                                                     | 3:30    |  |
| 6.  | "Quero ser" (CD, DVD e VHS)                               | Ana Paula Valadão                         | Ana Paula Valadão, Nívea Soares e Soraya F. Gomes                                      | 5:34    |  |
| 7.  | "Cântico espiritual I" (CD, DVD e VHS)                    | ----                                      | Ana Paula Valadão                                                                      | 3:41    |  |
| 8.  | "Amigo Fiel" (CD, DVD e VHS)                              | André e Ana Paula Valadão                 | Ana Paula Valadão, Helena Tannure e Maximiliano Moraes                                 | 6:11    |  |
| 9.  | "Exaltado em santidade" (CD, DVD e VHS)                   | Ana Paula Valadão                         | Ana Paula Valadão                                                                      | 7:30    |  |
| 10. | "Exaltado" (CD, DVD e VHS)                                | Ana Paula Valadão                         | Ana Paula Valadão                                                                      | 6:24    |  |
| 11. | "Dono do meu coração (Be Thou My Vision)" (CD, DVD e VHS) | Ana Paula Valadão                         | Todos (exceto Maximiliano Moraes)                                                      | 4:41    |  |
| 12. | "Santo Deus" (CD, DVD e VHS)                              | Ana Paula Valadão                         | Ana Paula Valadão                                                                      | 5:58    |  |
| 13. | "Cântico espiritual II" (CD, DVD e VHS)                   | ----                                      | Ana Paula Valadão                                                                      | 4:17    |  |
| 14. | "A Ele a glória (To Him Be Glory)" (CD, DVD e VHS)        | Kevin Jonas (versão de Ana Paula Valadão) | Ana Paula Valadão, Lysoka e Fernando Ngury, Johanneke e Michele Lukasse e Sheyla Shore | 9:53    |  |
| 15. | "Cântico espiritual III" (DVD e VHS)                      | ----                                      | Ana Paula Valadão                                                                      | 2:18    |  |
| 16. | "Vem (reprise)" (DVD e VHS)                               | Ana Paula Valadão                         | Ana Paula Valadão                                                                      | 4:55    |  |
| 17. | "Espontâneo Jesus" (DVD e VHS)                            | ----                                      | Ana Paula Valadão e Pr. Márcio Valadão (Oração)                                        | 3:15    |  |
| 18. | "Créditos Finais" (DVD e VHS)                             | ----                                      | ----                                                                                   | 2:05    |  |